# Thelypteris acunae
Thelypteris acunae là một loài dương xỉ trong họ Thelypteridaceae. Loài này được C. Sánchez & Zavaro mô tả khoa học đầu tiên năm 1991.
Danh pháp khoa học của loài này chưa được làm sáng tỏ. 